# Boreomysis pearcyi
Boreomysis pearcyi är en kräftdjursart som beskrevs av Murano och Krygier 1985. Boreomysis pearcyi ingår i släktet Boreomysis och familjen Mysidae. Inga underarter finns listade i Catalogue of Life.